# Abbaye de Münsterschwarzach
L'abbaye de Münsterschwarzach est une abbaye appartenant à la congrégation bénédictine ottilienne, ou bénédictins missionnaires de sainte Odile, située à Schwarzach sur le Main en Bavière. C'est l'abbaye bénédictine la plus importante d'Allemagne (138 moines) et l'une des plus grandes de la confédération bénédictine.

## Histoire
Une communauté religieuse féminine  a été fondée vers 780 sous le patronage du Saint-Sauveur, de la Vierge Marie et de sainte Félicité, par Fastrade de Franconie, quatrième épouse de Charlemagne. Les abbesses étaient choisies dans la famille carolingienne; la première étant Théodrade, fille de Charlemagne et de Fastrade de Franconie, la dernière Berthe, la fille de Louis le Germanique. À la mort de Berthe en 877, l'abbaye passe aux bénédictins de Megingaudshausen. Elle connaît une époque particulièrement brillante au XIe siècle, grâce au moine Egbert, favorable à la réforme clunisienne.
L'église et l'abbaye sont reconstruites au XVIIIe siècle par Balthasar Neumann en style baroque. Toutefois après le recès d'Empire de 1803 qui confisque les abbayes en faveur des princes allemands, suivant la politique de Napoléon Bonaparte, l'abbaye est sécularisée. L'église est vendue et profanée en 1805 et après plusieurs incendies une vingtaine d'années plus tard, les bâtiments abbatiaux sont presque entièrement démolis.

## Renouveau de l'abbaye

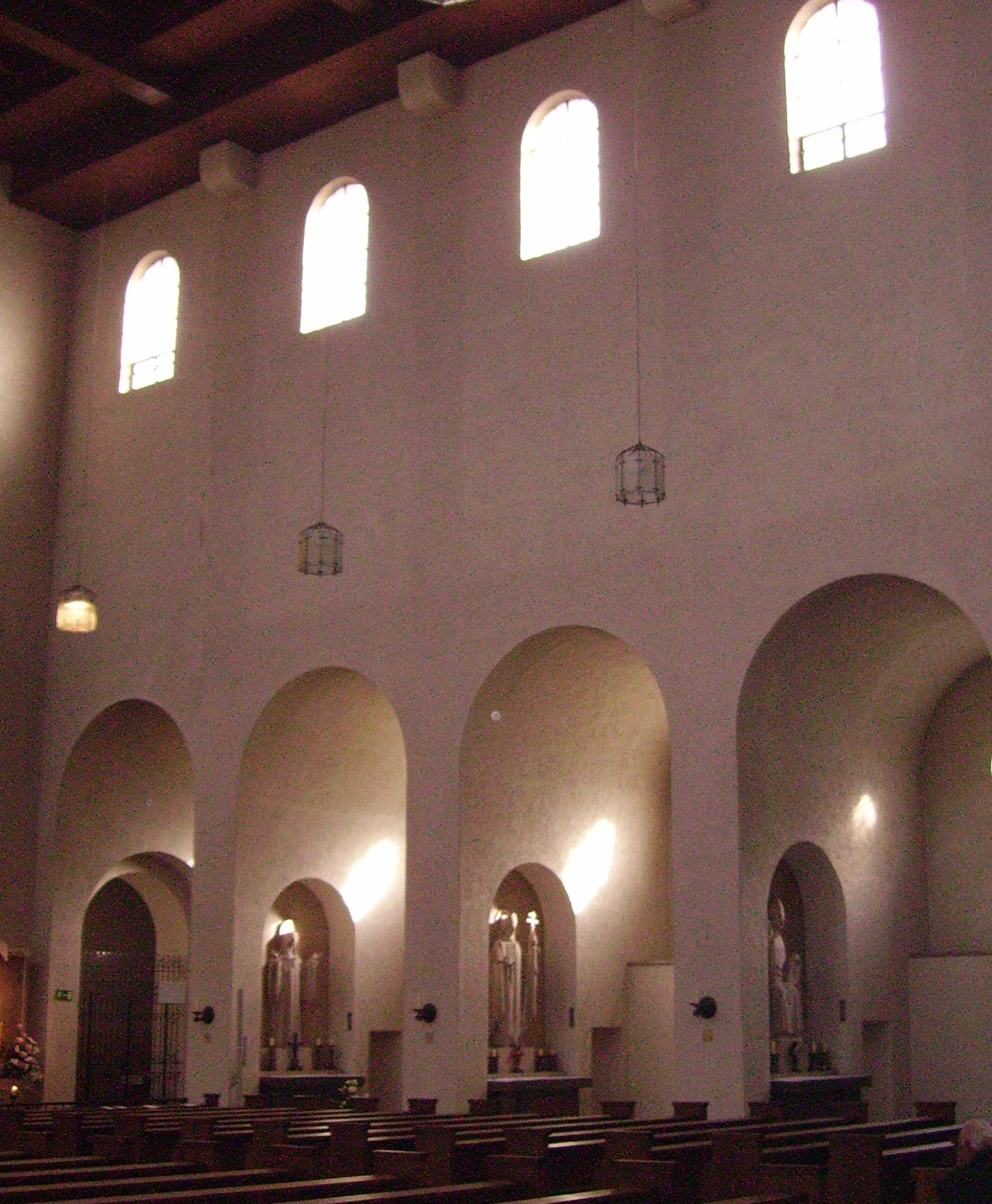
Intérieur de l'église

La congrégation ottilienne rachète le domaine en 1913. Le P. Placide Vogel avait déjà organisé une maison, près de Wipfeld, pour former les missionnaires en partance pour l'Afrique. L'afflux de vocations rendait nécessaire l'achat d'une maison supplémentaire. La congrégation est elle-même restructurée en 1914 et le P. Vogel devient le premier abbé de Münsterschwarzach.
L'église abbatiale monumentale, avec ses quatre tours, est construite entre 1935 et 1938.
Transformée en hôpital militaire par les autorités en mai 1941, l'abbaye rouvre au cours de l'été 1945. 
Aujourd'hui l'abbaye reçoit pour des retraites et des séminaires. Parmi les moines qui y vivent, Willigis Jäger, est connu pour ses livres et ses synthèses des théories zen dont il est maître et Anselm Grün (cellérier) est un auteur chrétien de renommée internationale.

## Abbés
- Placidus Vogel 1914-1937
- Burkhard Utz 1937-1959

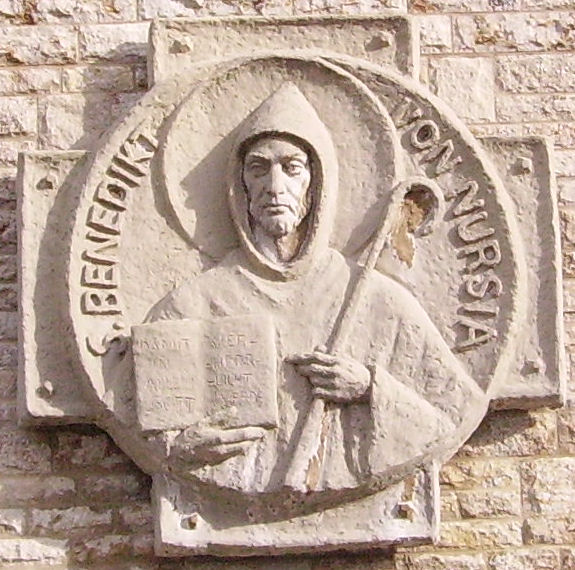
Saint Benoît sur la façade de l'église

- Bonifaz Vogel 1959-1982 (neveu du P. Placidus Vogel)
- Fidelis Ruppert 1982-2006
- Michael Reepen depuis 2006

## Sources
- (de) Cet article est partiellement ou en totalité issu de l’article de Wikipédia en allemand intitulé « Abtei Münsterschwarzach » (voir la liste des auteurs).